# Semenivka (oblast' di Černihiv)
Semenivka (in ucraino Семенівка?; in russo Семёновка?, Semënovka) è una città ucraina (7 792 abitanti) nel distretto di Novhorod-Sivers'kyj nell'oblast' di Černihiv. Ospita l'amministrazione della comunità territoriale di Semenivka, una delle comunità territoriali dell'Ucraina.
Fino al 18 luglio 2020 è stata il centro amministrativo del distretto di Semenivka, abolito come parte della riforma amministrativa dell'Ucraina, che ha ridotto a cinque il numero dei distretti dell'oblast' di Černihiv. L'area del distretto di Semenivka è stata fusa nel distretto di Novhorod-Sivers'kyj.